# Grand Palais

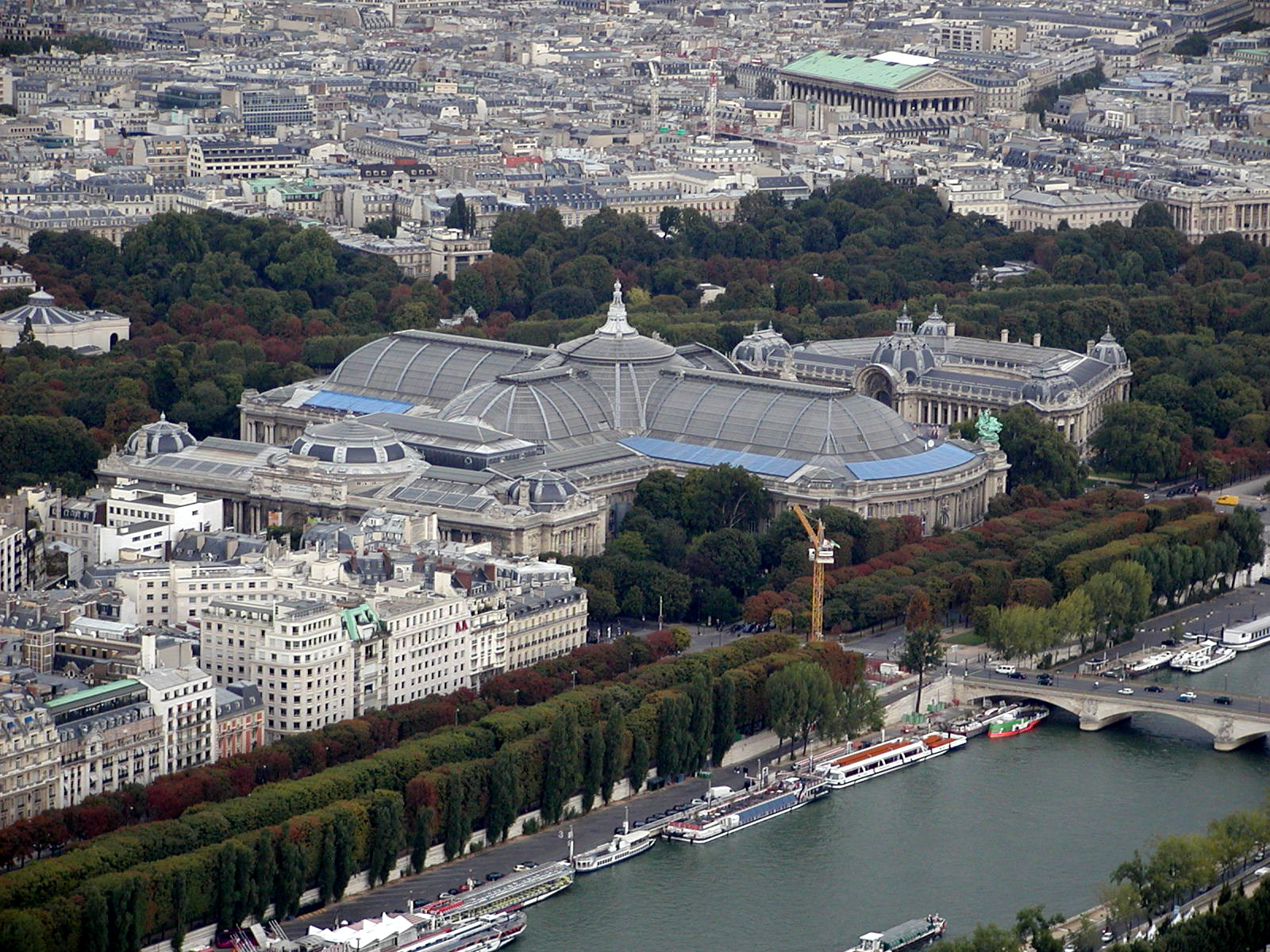
Grand Palais

Grand Palais des Champs-Elysées, cunoscut și ca Grand Palais (în română: Marele Palat), este un sit istoric întins, o sală de expoziții și un complex muzeal localizat în Champs-Élysées în arondismentul 8 din Paris, Franța. Construcția palatului a început în 1897, fiind ca urmare a demolării a Palais de l'Industrie (Palatul Industriei), ca parte a lucrării de pregătire pentru Expoziția Universală din 1900.
In anul 1900, Paris a fost ales să fie gazda Expoziției Mondiale. Datorita importantei evenimentului, au fost finantate mai multe proiecte de constructie printre care și Podul Alexandru al III-lea, Grand Palais si Petit Palais, o cladire similara, dar mai mica.
Grand Palais este unul dintre obiectivele turistice cele mai cunoscute din Paris, datorita acoperișului sau de sticla impresionant. A fost opera a trei arhitecți diferiti, dar proiectul a fost pus in aplicare de celebrul arhitect francez Charles Girault, caruia i s-a dat apoi mana libera sa proiecteze Petit Palais (Micul Palat). Cladirea este o combinatie intre fatada din piatra in stil clasic, fier in stil art-nouveau si sticla.
Grand Palais este si in momentul de fata cea mai mare cladire din fier si sticla din lume, un titlu ce a apartinut initial cladirii Crystal Palace din Londra, care a fost distrusa de un incendiu. Marele Palat din Paris cu stilul de Belle Epoque contine 9400 de tone de fier, are 15000 de metri patrati de sticla si aproximativ 5000 de metri patrati de acoperis din fier si zinc. Exteriorul este din piatra si este decorat cu mozaic colorat si diferite sculpturi.
Dupa ce o parte a acoperisului de sticla a cazut in 1993, cladirea a fost inchisa pentru aproape 10 ani pentru renovari. Prima parte a fost redeschisa in 2004, iar restul abia in anul 2007. Renovarile s-au axat pe repararea cadrelor din metal, inlocuirea sticlei si repararea acoperisului.Unele dintre decoratiunile exterioare de la Grand Palais au beneficiat si ele de renovari, inclusiv statuile ce reprezinta cai in galop de pe colturile acoperisului. Si mozaicul a fost reparat si restaurat.
Pentru mai mult de 100 de ani, Grand Palais a fost o sala publica de expozitii si a gazduit o multime de evenimente importante. Desi galeria principala este destinata expozitiilor de arta contemporana, aici se organizeaza diferite expozitii si manifestari, de la expozitii de masini de epoca pana la prezentari de moda. In Grand Palais exista de fapt trei zone diferite, fiecare cu o intrare separata: Palais de la Decouverte (un muzeu de stiinta) se afla pe Avenue Franklin Roosevelt, Galeries National du Grand Palais (o sala de expozitii) ce are intrarea la Piata Clemenceau si Nef du Grand Palais (o sala de evenimente) ce are intrarea prin Avenue Winston Churchill (chiar peste drum de Petit Palais).